# 28206 Haozhongning
28206 Haozhongning è un asteroide della fascia principale. Scoperto nel 1998, presenta un'orbita caratterizzata da un semiasse maggiore pari a 2,3282942 UA e da un'eccentricità di 0,1774072, inclinata di 8,75251° rispetto all'eclittica.